# Ilmari Haapalainen
Ilmari Haapalainen   (Lappeenranta, 1 de març de 1897 - Hèlsinki, 30 de juliol de 1973) va ser un artista de violoncel finlandès.
Va ser un violoncel·lista solista de la "Turku City Orchestra" entre 1919 i 1929 i després es va traslladar a la Radio Symphony Orchestra, on va actuar fins que es va retirar.
A més de violoncel·lista, Ilmari Haapalainen també va ser conegut com a intepret de viola de gamba fora de Finlàndia, i professor de música, tenint entre d'altres alumnes a Tapani Valsta.
Haapalainen va rebre la medalla Pro Finlandia el 1960.